# Ботамойнак
Ботамойна́к (до 4 мая 1993 года — Свердло́во; каз. Ботамойнақ) — аул в Байзакском районе Жамбылской области Казахстана, входит в состав Ботамойнакского сельского округа.

## География
Село расположено на юго-западе Байзакского района, близ автодороги A2 в 10 километрах к северо-востоку от областного центра города Тараз, в 1,2 километрах к юго-западу от административного центра сельского округа села Байзак и примерно в 4,5 километрах к югу от районного центра села Сарыкемер. Соседние населённые пункты: Байзак в 1,2 километрах к северо-востоку, Талас в 3 километрах к западу, Костобе в 3,7 километрах к северо-западу. Транспортное сообщение осуществляется по просёлочным автодорогам, имеются выходы к автодороге A2, КН-6 и КН-21. Высота центра села — 581 метров над уровнем моря.

## Современное состояние
На 2016 год — 3 улицы и 1 переулок.

## Население
| Численность населения | Численность населения | Численность населения |
| 1989                  | 1999                  | 2009                  |
| --------------------- | --------------------- | --------------------- |
| 206                   | ↗446                  | ↗485                  |